# Artforum

Logo des Magazins

Artforum ist ein US-amerikanisches, internationales Kunstmagazin. Es erscheint zehnmal pro Jahr monatlich von September bis Mai zusammen mit einer jährlichen Sommerausgabe. Aktuelle Chefredakteurin ist seit März 2024 Tina Rivers Ryan.

## Inhalt
Thematisch wandelte man sich von der späten Moderne hin zu Minimalismus und zeitgenössischer Kunst. Neben detaillierten Artikeln und Bewertungen zeitgenössischer Kunst bietet das Magazin auch Buchrezensionen sowie Kolumnen zum Thema Kino und Popkultur. 1974 sorgte die Novemberausgabe für einen Skandal, als Artforum eine copyrightgeschützte Centerfoldwerbung (aufklappbares Innenbild) der Künstlerin Lynda Benglis veröffentlichte, in der sie mit einem Dildo posierte. Artforum besteht zu einem großen Teil aus ganzseitigen Werbeanzeigen von Galerien und Museen.

## Geschichte

### Gründung
Das Magazin Artforum, die Artforum International Magazine, wurde 1962 in San Francisco gegründet. 1965 zog die Redaktion nach Los Angeles. 1967 wurde der Betriebssitz nach New York verlegt. 

### Offener Brief vom 19. Oktober 2023
Anlässlich des Israel-Gaza-Konflikts erschien am 19. Oktober 2023 ein sogenannter Open Letter from the Art Community auf der Website von Artforum. Die etwa achttausend Unterzeichner des Briefes werfen Israel darin vor, Gaza – womit im Diskurs allgemein vereinfachend der Gazastreifen bezeichnet wird – „besetzt“ zu halten, geben an, die „palästinensische Befreiung“ zu unterstützen und kritisieren das angebliche Schweigen der Kultureinrichtungen zu den israelischen Bombenangriffen auf die Einwohner von Gaza. Der Brief hatte den vorangegangenen Terrorangriff der Hamas am 7. Oktober 2023 auf Israel zunächst nicht erwähnt. Namhafte Galerien wie David Zwirner stellten nach Erscheinen des Briefes ihre Anzeigentätigkeit in dem Magazin aus Kritik umgehend ein. Am 20. Oktober wurde ein weiterer Brief veröffentlicht, der die Haltung des Briefes vom 19. Oktober bedauert und verurteilt.
Am 26. Oktober 2023 kritisierten die Herausgeber von Artforum in einem Statement die Art und Weise, wie der erste offene Brief veröffentlicht worden war: es sei nicht verdeutlicht worden, dass die ursprünglichen Verfasser nicht aus den Reihen des Magazins stammten; ohne diesen Kontext sei der Brief fälschlicherweise als eine Stellungnahme von Artforum selbst interpretiert worden. Ein Hinweis auf den Terrorangriff der Hamas vom 7. Oktober wurde in dem offenen Brief mit einigen weiteren einordnenden Worten ergänzt. Weiterhin wurde der langjährige Chefredakteur David Velasco aufgrund des Vorfalls entlassen. Jüdische Künstlerinnen wie Nicole Eisenman und Nan Goldin kritisierten die Entlassung von Velasco und erklärten, andernfalls würden sie Artforum boykottieren. Fast fünfzig Mitarbeiter und Autoren von Artforum forderten in einem Schreiben die Wiedereinstellung von Velasco.
Andere jüdische Stimmen werfen den Unterzeichnern des Briefes vom 19. Oktober „Israelhass“ und Antiisraelismus vor. Niklas Maak in der Frankfurter Allgemeine Zeitung sprach von „Empathielosigkeit“, „Kaltherzigkeit“ und „Antisemitismus“:

„Der Brief, der den Angriff des 7. Oktober und das Leid der Hamas-Opfer mit keiner Silbe erwähnt, lässt, vorsichtig gesagt, an den vom Kunstbetrieb sich selbst zugeschriebenen menschlichen wie analytischen Qualitäten zweifeln.“

Artforum blieb bei der Entlassung von David Velasco. Die offene Position des Chefredakteurs wurde im März 2024 mit Tina Rivers Ryan neu besetzt.

## Bekannte Mitarbeiter
- Daniel Birnbaum
- Mel Bochner, schrieb vier Aufsätze von 1967–1973.
- Yve-Alain Bois
- Dennis Cooper
- Arthur C. Danto
- Manny Farber (und Patricia Patterson), Filmkritiker von November 1967 bis Juni 1970.
- Hollis Frampton, Avant-Garde Film Autor zuerst September 1971, sechs Aufsätze 1974.
- Michael Fried, Autor seit 1965, contributing editor, 1966–1973.
- Clement Greenberg
- A. M. Homes
- Donald Judd
- Rosalind Krauss. Autor seit 1966, contributing editor von 1971–1975.
- Lucy R. Lippard. Autorin seit 1964.
- Greil Marcus
- Robert Morris, mindestens acht Aufsätze von 1966 bis 1974.
- Barbara Rose, Autor und dann contributing editor, 1965–1973. 26 Artikel.
- Robert Smithson, acht Aufsätze